# مشعل بن ماجد بن عبد العزيز آل سعود
الأمير مشعل بن ماجد بن عبد العزيز آل سعود (1957) محافظ سابق لمحافظة جدة، للفترة من 1997 حتى 2022، وهو أكبر أبناء الأمير ماجد بن عبد العزيز آل سعود، ووالدته من أسرة آل مهنا أمراء بريدة سابقًا من قبيلة عنزة. تعلّم في جامعة الملك سعود.

## مناصبه الحكومية
- محافظ محافظة جدة (1997م - 25/05/2022)
- عضو في هيئة البيعة عن أبناء الأمير ماجد بن عبد العزيز آل سعود
- في 3 رمضان 1442هـ الموافق 15 أبريل 2021م عيّن بأمرٍ ملكيّ مستشارًا لخادم الحرمين الشريفين بمرتبة وزير.[4]

## الأسرة

### زوجته
- الأميرة الجوهرة بنت خالد بن مساعد بن عبد العزيز آل سعود

### أبنائه
- الأميرة موضي بنت مشعل بن ماجد آل سعود
- الأميرة مشاعل بنت مشعل بن ماجد آل سعود
- الأميرة نوف بنت مشعل بن ماجد آل سعود
- الأمير خالد بن مشعل بن ماجد آل سعود